# スタラ・ザゴラ・トロリーバス
スタラ・ザゴラ・トロリーバス（ブルガリア語: Тролейбусен транспорт Стара Загора）は、ブルガリアの都市であるスタラ・ザゴラ市内のトロリーバス。1987年に開通し、2025年現在はスタラ・ザゴラ市が所有する公共交通事業者のトロリーバス・バス輸送会社（Тролейбусни и автобусни превози）が路線バスと共に運営を実施している。

## 概要
1980年代以降ブルガリア各地に開通したトロリーバス路線の1つで、1987年11月から営業運転を開始した。2025年時点で営業運転が実施されているのは以下の3系統である。これ以外にも過去には多数の系統が存在したほか、2021年までは1号線（кв.”Железник” - СБА）が存在したが、新型コロナウイルス感染症（COVID-19）の影響により同年10月以降運休している。
| 系統番号 | 起点            | 終点         | 備考 |
| -------- | --------------- | ------------ | ---- |
| 2        | стадион ”Берое” | Мототехника  |      |
| 26       | кв.”Железник”   | Мототехника  |      |
| 36       | кв.”Железник”   | ПЗ „Загорка” |      |

## 車両
開通に合わせて導入されたのは、ソビエト連邦製のZiU-682UP、ルーマニアの企業とブルガリアの国内メーカーが共同で生産した連節式トロリーバスのDAC-チャブダー・317ETRで、翌1988年にはソフィア（ソフィア・トロリーバス）からシュコダ14Tr06が転属した。そして2009年にはウクライナの企業が開発したLAZ E183D1が初のノンステップバスとして導入された。
その後、2014年に欧州連合からの支援を受けた他都市との共同発注によりチェコのメーカーが製造したシュコダ26Trが8両、翌2015年にはポーランドのソラリス製のトロリーノ12の導入が実施された。これにより、LAZ E183D1を含めたそれまでの車両は営業運転から撤退している。また、これに合わせて車庫を始めとした施設の改修も行われている。

過去の車両
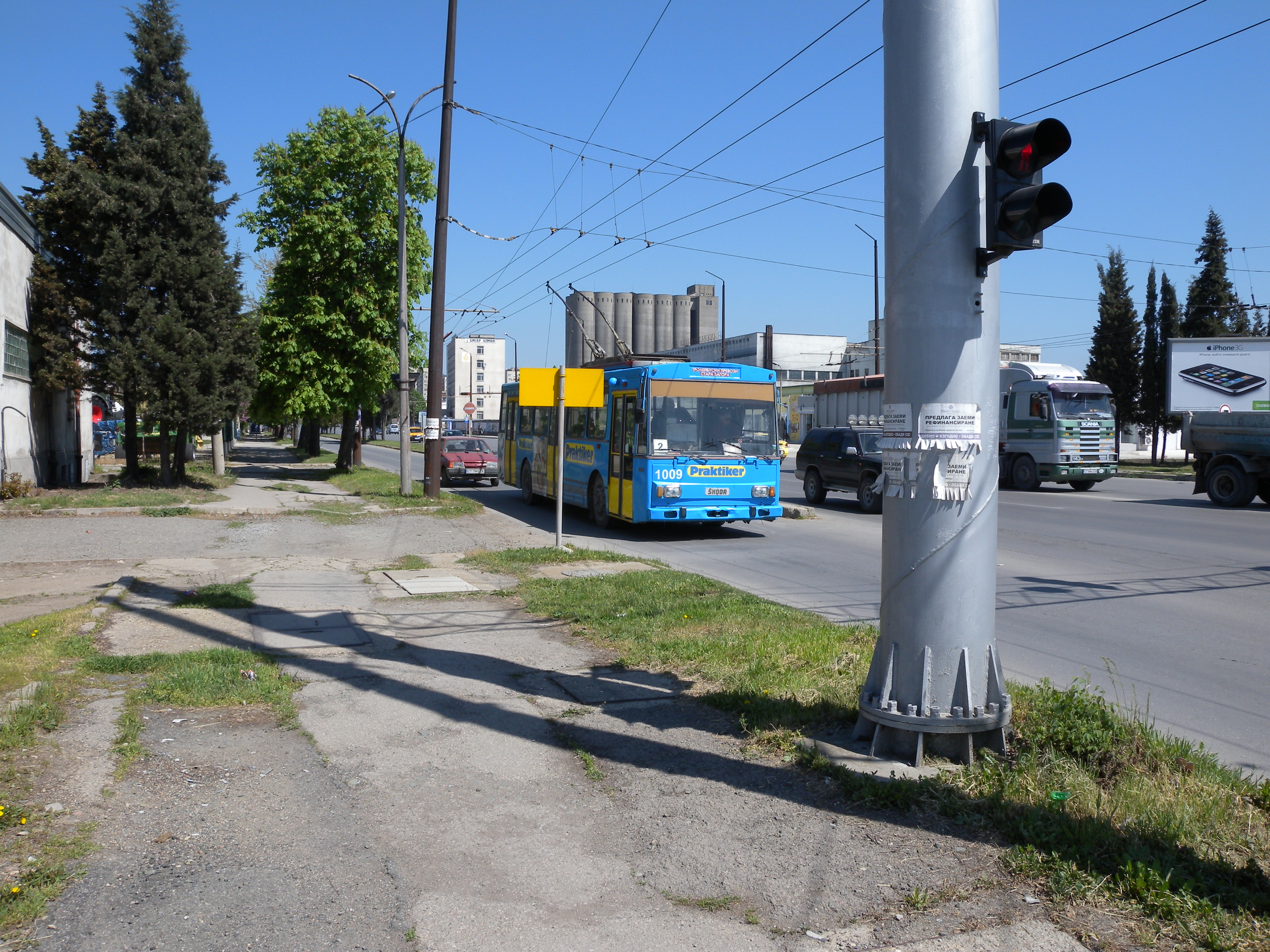
シュコダ14Tr06（2009年撮影）
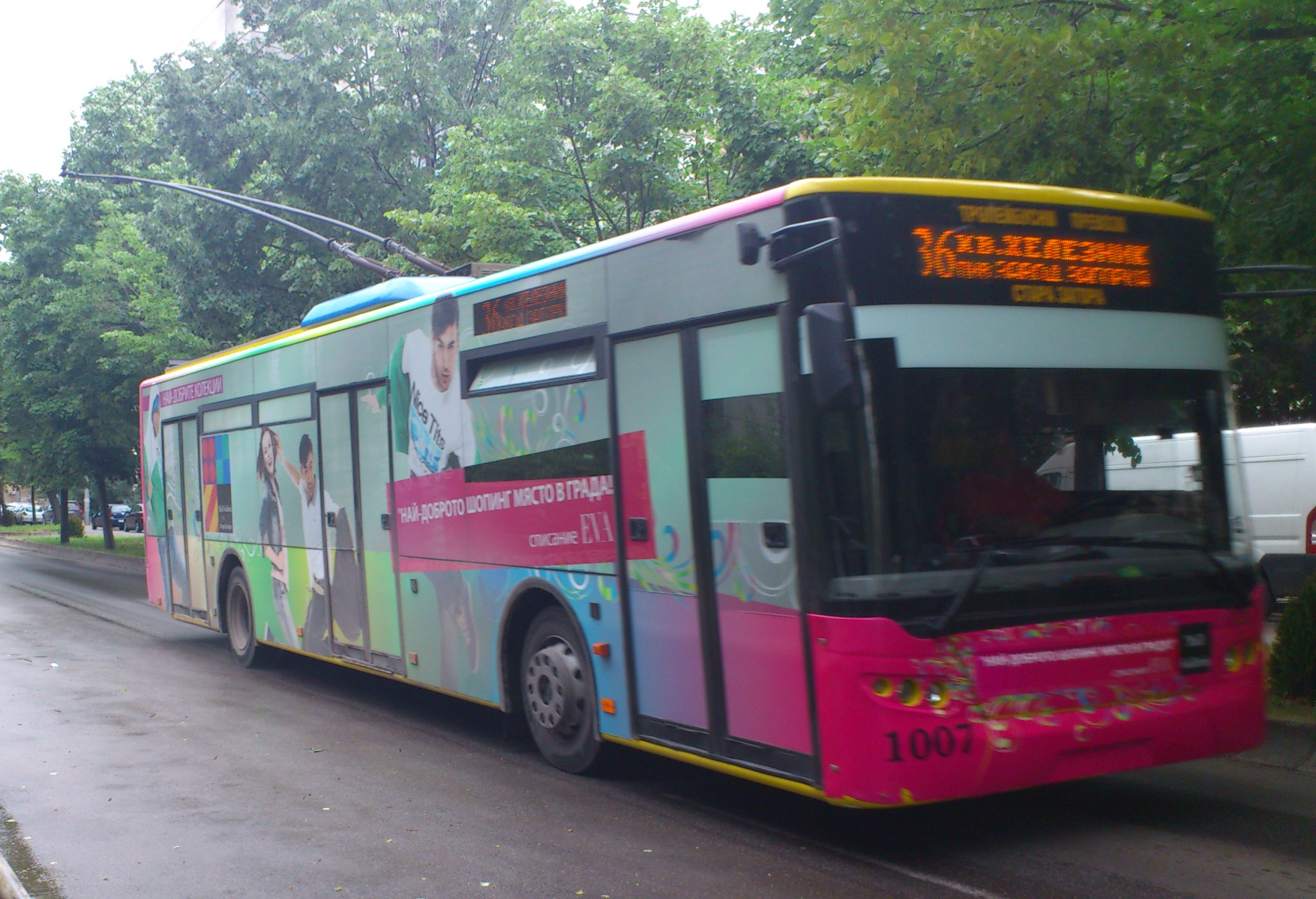
LAZ E183D1（2013年撮影）